# DUSP1
La proteína fosfatasa dual específica 1 (DUSP1) es una enzima codificada en humanos por el gen dusp1.
La expresión del gen dusp1 es inducida en fibroblastos de piel humanos por estrés oxidativo/térmico y por factores de crecimiento. La proteína que codifica, DUSP1, presenta unas características estructurales similares a los miembros de la familia de proteínas tirosina fosfatasas no receptoras, y tiene una significativa similitud de secuencia de aminoácidos con tirosina/serina fosfatasa codificada por el último gen H1 del virus vaccinia. La proteína DUSP1 expresada y purificada desde bacterias mantiene su actividad fosfatasa intrtínseca, e inactiva específicamente a MAP quinasas in vitro por la defosforilación concomitante tanto de su residuo de fosfotreonina como de su residuo de fosfotirosina. Además, suprime la activación de las MAP quinasas por la proteína Ras en extractos de Xenopus oocytes. Por ello, DUSP1 podría jugar un importante papel en la respuesta celular a estrés ambiental, así como en la regulación negativa de la proliferación celular.

## Interacciones
La proteína DUSP1 ha demostrado ser capaz de interaccionar con:
- MAPK14[4][5]
- MAPK1[5][6]
- MAPK8[5]